# Lit-et-Mixe
 Lit-et-Mixe  (en occitano Lit e Micse) es una población y comuna francesa, situada en la región de Aquitania, departamento de Landas, en el distrito de Dax y cantón de Castets .El pequeño balneario de Le Cap de l'Homy se encuentra a 7 kilómetros del pueblo a orillas del Océano Atlántico (playa vigilada) en la Costa de Plata .Limita al norte con Saint-Julien-en-Born , al este con Lévignacq , al sur con Vielle-Saint-Girons y al oeste con el océano Atlántico .

## Demografía
| 1446 | 1353 | 1273 | 1322 | 1408 | 1441 |
| Para los censos de 1962 a 1999 la población legal corresponde a la población sin duplicidades (Fuente: INSEE [Consultar]) |      |      |      |      |      |